# Miguel Carabaguíaz
Miguel Carabaguíaz Murillo (San José, 21 de agosto de 1958-11 de enero de 2023) fue un empresario y político costarricense, expresidente ejecutivo del Instituto Costarricense de Ferrocarriles.
Cursó estudios secundarios en el Colegio Laboratorio de la Universidad de Costa Rica para luego graduarse en Derecho en la Universidad Autónoma de Centro América.

## Cargos públicos
Fue Presidente Ejecutivo del INCOFER (2005-2014), Secretario General de la Asociación Latinoamericana de Ferrocarriles (ALAF) (2010-2012), Gerente General del Instituto Mixto de Ayuda Social (2003-2004), Viceministro de Economía, Industria y Comercio (1999-2002), Jefe Adjunto de la Misión en Bruselas (1992-1994) y luego Cónsul General ante el Reino de Bélgica, Luxemburgo y Dinamarca (1992-1994) y ante el Reino Unido (1990-1991).

## Otros cargos
- Vicepresidente de la Cámara Costarricense de la Industria Alimentaria (CACIA) (1996-1999)
- Director de la Cámara Costarricense de la Industria Alimentaria (CACIA) (1988-1990) • Impulsor y organizador del Primer Congreso de la Industria Alimentaria.
- Director de la Cámara de Industrias de Costa Rica (CICR) (1998-1999)
- Delegado observador en las elecciones presidenciales de Nicaragua (1990)
- Miembro de la Junta Directiva de Liga Deportiva Alajuelense (LDA) (1989-1990)